# Arlington (Wyoming)
Arlington – jednostka osadnicza w Stanach Zjednoczonych, w stanie Wyoming, w hrabstwie Carbon.